# Melaleuca saligna
Melaleuca saligna är en myrtenväxtart som beskrevs av Johannes Conrad Schauer. Melaleuca saligna ingår i släktet Melaleuca och familjen myrtenväxter. Inga underarter finns listade i Catalogue of Life.